# Édouard Ferlet
Édouard Ferlet (* 21. Januar 1971 in Paris) ist ein französischer Jazzpianist.

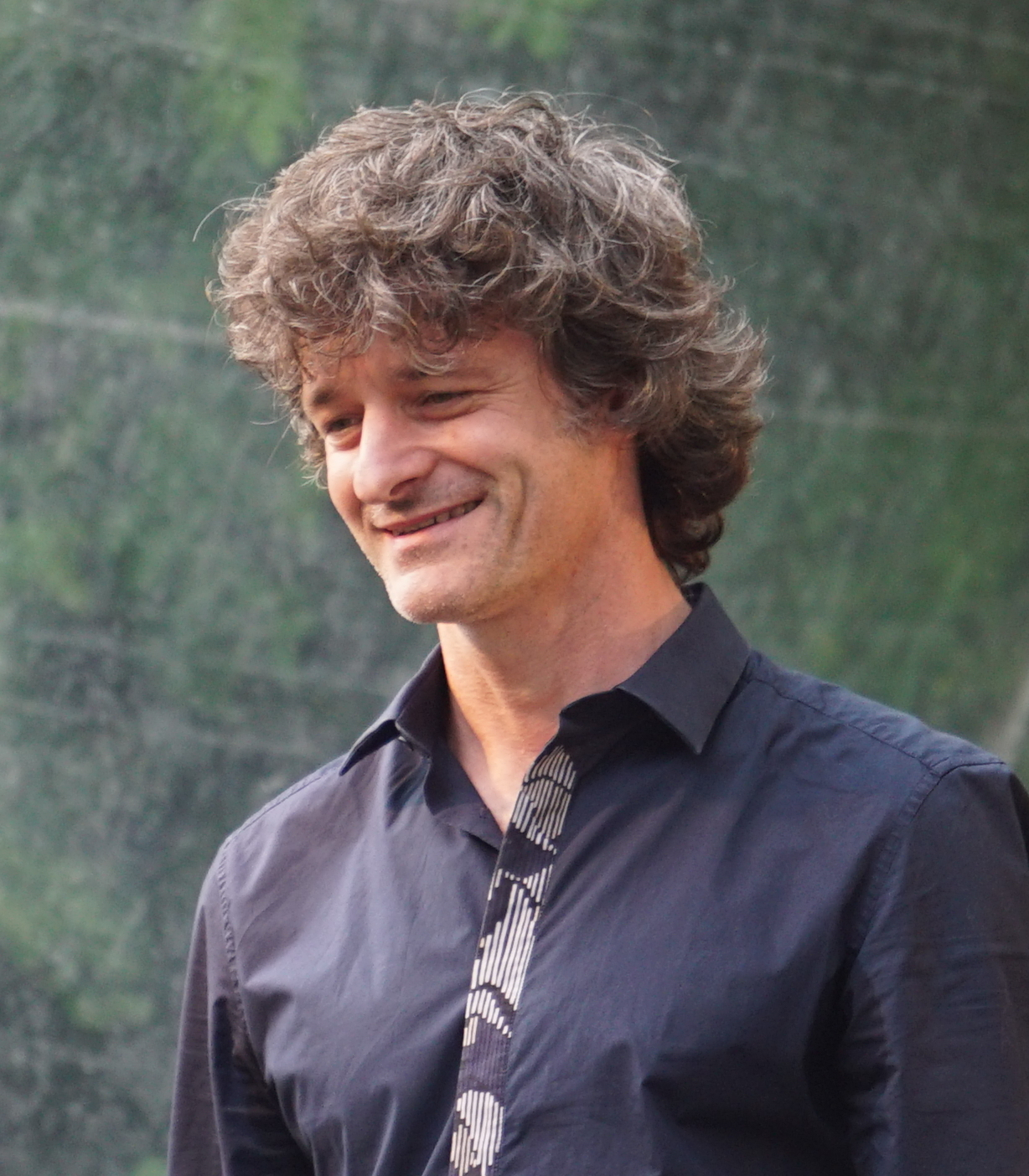
Édouard Ferlet im Jahr 2016

## Leben
Ferlet fing im Alter von 7 Jahren an, klassisches Klavier zu spielen, erlernte noch vor dem Jugendalter in einer kleinen Band die Grundlagen der Jazzmusik und hatte fortan das Ziel, Musiker zu werden. Seine musikalischen Vorbilder wurden Chick Corea, Herbie Hancock, Keith Jarrett, Miles Davis, Bill Evans und Ahmad Jamal. Im Alter von 16 Jahren nahm er an einem Sommerkurs am Berklee College of Music teil. Nach dem Schulabschluss kehrte er an das Berklee College of Music nach Boston zurück, wo er klassische Musik und Jazz studierte, einen Abschluss in Jazz Composition erwarb und den Preis Berklee Jazz Performance Award gewann.
Ferlet kehrte nach Frankreich zurück und veröffentlichte in den 1990er Jahren erste Alben zusammen mit Simon Spang-Hanssen, Claus Stötter, Christophe Monniot und weiteren Jazzmusikern. 1999 gründete er mit dem Kontrabassisten Jean-Philippe Viret und dem Schlagzeuger Antoine Banville ein Jazztrio; bis 2006 veröffentlichte das von Viret geleitete Trio vier Alben. In veränderter Besetzung – 2008 ersetzte Fabrice Moreau Banville – gewann das Trio 2011 einen Preis der Les Victoires du Jazz.
2004 veröffentlichte Ferlet sein erstes Solo-Album („Par tous les temps“). In den folgenden Jahren wirkte er jedoch auch in verschiedenen musikalischen Bereichen zusammen mit anderen Musikern, wie etwa Geoffrey Oryema und Mark Murphy und trat erfolgreich auf der internationalen Bühne auf. Im Jahr 2012 veröffentlichte er das Album Think Bach, in dem er sich von Stücken von Johann Sebastian Bach inspirieren lässt. Seitdem beschäftigt ihn die Fusion von Barockmusik mit Jazz, was sich unter anderem in der Kooperation mit der Cembalospielerin Violaine Cochard niederschlägt. Weiter nahm er gemeinsam mit Airelle Besson und Stéphane Kerecki das Album Aïrés (2017) auf.
Bei seinem Album PianoïD² aus dem Jahr 2023 nutzt Ferlet ein Disklavier, das er mit einem zweiten Klavier begleitet. Über das Disklavier verarbeitet und verändert er die Musik und schafft eine Symbiose aus menschlicher und „elektronischer“ Musik. Zusätzlich versetzt er die Saiten des Klaviers mit ungewöhnlichen Methoden in Schwingung, etwa durch Anzupfen oder ein um die Saite geschlungenes Metallseil, was dem Klavier sehr andere Klangfarbe verleiht.

## Diskographie (Auswahl)
- 1997: Escale
- 1999: Zazimut
- 2001: Jean-Philippe Viret Trio: Considérations
- 2002: Jean-Philippe Viret Trio: Etant donnés
- 2004: Jean-Philippe Viret Trio: Autrement dit
- 2004: Par tous les temps
- 2006: Plumes
- 2006: Jean-Philippe Viret Trio: L'indicible
- 2006: Jean-Philippe Viret Trio: DVD Trio
- 2007: L’écharpe d’iris
- 2008: Jean-Philippe Viret Trio: Le temps qu'il faut
- 2010: Jean-Philippe Viret Trio: Pour
- 2010: Filigrane
- 2012: Think Bach
- 2015: Jean-Philippe Viret Trio: L’ineffable
- 2015: Édouard Ferlet/Violaine Cochard: Plucked Unplucked
- 2016: Yves Rousseau: Wanderer[3]
- 2017: Think Bach Op.2
- 2017: Édouard Ferlet/Airelle Besson/Stéphane Kerecki: Aïrés
- 2019: Édouard Ferlet, Naïssam Jalal, Sonny Troupé, Guillaume Latil: Altérité (Mélisse Music)
- 2021: Pianoïd
- 2022: Édouard Ferlet, Jean-Philippe Viret, Antoine Banville: L'indicible
- 2023: Pianoïd²